# NGC 4369
NGC 4369 este o galaxie spirală situată în constelația Câinii de Vânătoare. A fost descoperită în 17 martie 1787 de către William Herschel. Se află la o distanță de 19,7 megaparseci de Pământ.